# Otrádnoye (Leningrado)
Otrádnoye (en ruso: Отра́дное) es una ciudad del raión de Kírovsk, óblast de Leningrado, en Rusia. Está situada en la orilla izquierda del río Nevá (donde confluye con el río Tosna), 40 km al este de San Petersburgo. Población: 21 672 habitantes (2010).

## Historia
En las crónicas de 1708 se hizo mención a la villa de Ivánovskaya (Ива́новская), situada en la confluencia de los ríos Nevá y Tosno. En 1784, el territorio fue adquirido por la emperatriz Catalina la Grande, y se estableció una residencia conocida como el Palacio de Pella o Pellinski Dvórets (Пеллинский дворец). La residencia fue totalmente destruida por órdenes del Emperador Pablo I.
La ciudad moderna fue establecida en 1970, debido al importante crecimiento poblacional del asentamiento.

## Educación y cultura
La ciudad cuenta con dos liceos, dos escuelas secundarias y jardines de infancia. Los principales centros de desarrollo cultural son: la escuela de artes para niños, la biblioteca de la ciudad y el centro cultural Fortuna (Фортуна), que promueve eventos artísticos y deportivos.

## Transporte
Una línea férrea que va de San Petersburgo (Terminal Moskovski, o de Moscú) a Vóljov, pasa a través de la ciudad. Hay dos plataformas para pasajeros dentro de los límites de la ciudad: Ivanovskaya y Pella.

## Evolución demográfica
| Censo | 1959 | 1970 | 1979 | 1989 | 1992 | 1996 | 1998 | 2000 | 2001 | 2003 | 2005 | 2006 | 2007 | 2008 | 2010 | 2013 |
| ----- | ---- | ---- | ---- | ---- | ---- | ---- | ---- | ---- | ---- | ---- | ---- | ---- | ---- | ---- | ---- | ---- |
| Pob.  | 13,5 | 18,6 | 20,0 | 22,4 | 22,9 | 22,8 | 22,7 | 22,5 | 22,4 | 21,6 | 21,6 | 21,5 | 21,5 | 21,5 | 21,6 | 25,0 |